# Obeza maculata
Obeza maculata is een vliesvleugelig insect uit de familie Eucharitidae. De wetenschappelijke naam is voor het eerst geldig gepubliceerd in 1874 door Westwood.